# 精道
精道是男性生殖系統的一部份，是產生及輸送精子的生殖管道，包括生精小管（精直小管、睾丸網、輸出小管）、附睾（含附睾附件）、输精管（含输精管壶腹）及射精管，精道最後會連到前列腺。若精道异常，有可能會造成男性的不育。